# کالکتیو
کالکتیو (انگلیسی: The Collective) شرکت بازی ویدئویی آمریکایی است، که در سال ۱۹۹۷ تأسیس شد.